# Mănăstirea Cebza
Mănăstirea Cebza este o mănăstire din România situată în satul Cebza din județul Timiș. Biserica de lemn a mănăstirii este cea mai vestică biserică de lemn din Banat. Se situează la circa 31 km sud-vest de municipiul Timișoara.

## Legenda mănăstirii
Cu toate că primele mențiuni documentare referitoare la Mănăstirea Cebza datează din secolul XVII (mai precis 1758-1759), se crede că ea este mult mai veche și că datează de fapt din secolul XV. Conform legendei transmise pe cale orală, înainte de a se construi mănăstirea, în mijlocul codrului care se întindea pe aceste locuri, exista un izvor făcător de minuni. Atrași de puterile binefăcătoare ale izvorului, un pustnic și-a făcut, în preajma izvorului, o chilie. Înmulțindu-se numărul de călugări, aceștia ar fi construit mică biserică, în asemenea fel încât izvorul să fie cuprins în altar. Apele izvorului sunt considerate vindecătoare și astăzi de către credincioși care vin să se roage la mănăstire.

## Imagini

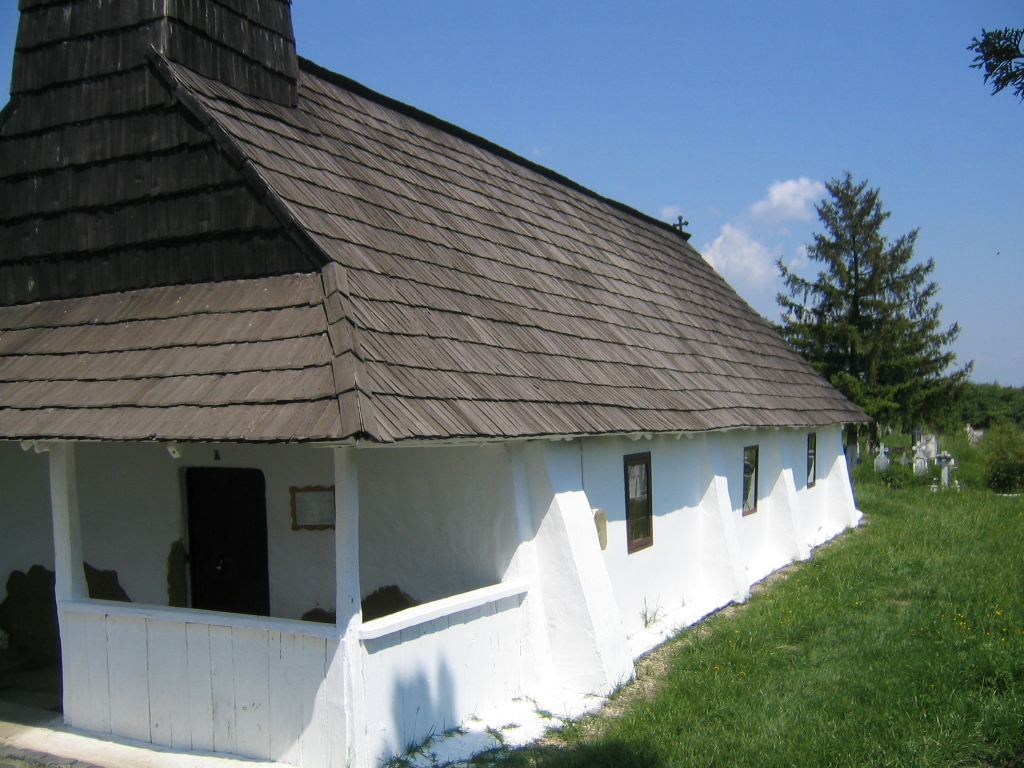
Detaliu lateral al bisericii vechi a mănăstirii